# Quartucciu
Quartucciu là một đô thị ở tỉnh Cagliari, vùng Sardinia của Italia, có vị trí cách khoảng 8 km về phía đông bắc của Cagliari. Đến thời điểm ngày 31 tháng 12 năm 2004, đô thị này có dân số 11.418 và diện tích là 27,9 km².
Đô thị Quartucciu có các frazione (subdivision) Sant'Isidoro.
Quartucciu giáp các đô thị: Cagliari, Monserrato, Maracalagonis, Quartu Sant'Elena, Selargius, Settimo San Pietro, Sinnai.